# Елзаска съветска република
Елзаска съветска република (на френски: République alsacienne des conseils; на немски: Elsässische Räterepublik) е съветска република провъзгласена на 10 ноември 1918 година в Елзас в хода на т.нар. Ноемврийска революция в Германия и просъществувала до присъединяването на територията към Франция на 22 ноември същата година.